# Серия Гран-при по фигурному катанию сезона 2008/2009
Серия Гран-при по фигурному катанию сезона 2008—2009 годов — комплекс ежегодных коммерческих турниров по фигурному катанию среди лучших фигуристов планеты (по рейтингу ИСУ), прошедших осенью и в начале зимы 2008 года. Спортсмены на шести этапах серии соревновались в категориях мужское и женское одиночное катание, парное катание и танцы на льду. Лучшие шесть спортсменов (или пары), набравшие наибольшее количество баллов, участвовали в Финале серии Гран-при, прошедшем в Кояне с 10 по 14 декабря 2008 года.

## Квалификация
Фигуристам/парам, которые на чемпионате мира 2008 года заняли первые шесть мест, гарантируются два этапа, и они считаются «сеяными». Спортсменам, занявшие места с 7 по 12, также даётся два этапа, хотя они и не считаются «сеяными».
Кроме того, принимающая этап страна имеет право заявить любого третьего фигуриста/пару по собственному выбору в каждой дисциплине.
Остальные места заполняются исходя из рейтинга спортсменов в сезоне 2007—2008 годов.

## Расписание
| Турнир                          | Место проведения         | Начало           | Окончание        |
| ------------------------------- | ------------------------ | ---------------- | ---------------- |
| Skate America 2008              | Эверетт (Вашингтон), США | 23 октября, 2008 | 26 октября, 2008 |
| Skate Canada International 2008 | Оттава, Канада           | 31 октября, 2008 | 2 ноября, 2008   |
| Cup of China 2008               | Пекин, Китай             | 6 ноября, 2008   | 9 ноября, 2008   |
| Trophée Eric Bompard 2008       | Париж, Франция           | 13 ноября, 2008  | 16 ноября, 2008  |
| Cup of Russia 2008              | Москва, Россия           | 20 ноября, 2008  | 23 ноября, 2008  |
| NHK Trophy 2008                 | Токио, Япония            | 27 ноября, 2008  | 30 ноября, 2008  |
| Финал Гран-при сезона 2008—2009 | Коян, Южная Корея        | 10 декабря, 2008 | 14 декабря, 2008 |

## Баллы
После заключительного этапа (NHK Trophy 2008) подсчитываются набранные спортсменами баллы. Подсчет идёт по следующему принципу:
| Занятое место | Баллы (одиночники/танцоры) | Баллы (пары) |
| ------------- | -------------------------- | ------------ |
| 1 место       | 15 баллов                  | 15 баллов    |
| 2 место       | 13 баллов                  | 13 баллов    |
| 3 место       | 11 баллов                  | 11 баллов    |
| 4 место       | 9 баллов                   | 9 баллов     |
| 5 место       | 7 баллов                   | 7 баллов     |
| 6 место       | 5 баллов                   | 5 баллов     |
| 7 место       | 4 балла                    |              |
| 8 место       | 3 балла                    |              |

По шесть спортсменов (пар) в каждой дисциплине набравшие наибольшее количество баллов проходят в Финал Гран-при. При равном количестве набранных баллов в финал проходят спортсмены, занявшие более высокое место на пьедестале.

### Набранные баллы
| Баллы     | Мужчины                                               | Женщины                                                         | Пары | Танцы                                                                                 |
| --------- | ----------------------------------------------------- | --------------------------------------------------------------- | --- | ------------------------------------------------------------------------------------- |
| 30 баллов | Патрик Чан                                            | Ким Ю-на Джоанни Рошетт                                         | Алёна Савченко / Робин Шолковы Чжан Дань / Чжан Хао | Изабель Делобель / Оливье Шонфельдер                                                  |
| 28 баллов | Такахико Кодзука                                      | Мао Асада                                                       | Юко Кавагути / Александр Смирнов | Оксана Домнина / Максим Шабалин Федерика Файелла / Массимо Скали                      |
| 26 баллов | Джонни Вейр                                           |                                                                 | Пан Цин / Тун Цзянь | Яна Хохлова / Сергей Новицкий Мерил Девис / Чарли Уайт Танит Белбин / Бенжамин Агосто |
| 24 балла  | Бриан Жубер Джереми Эбботт Томаш Вернер               | Каролина Костнер Юкари Накано Мики Андо Фумиэ Сугури            | Татьяна Волосожар / Станислав Морозов Мария Мухортова / Максим Траньков Кеана Маклафлин / Рокни Брубейкер Джессика Дюбэ / Брайс Девисон                                        | Натали Пешала / Фабьян Бурза                                                          |
| 22 балла  | Албан Преобер Эван Лайсачек                           | Рэйчел Флатт                                                    | | Ванесса Крон / Поль Пуарье Шинед Керр / Джон Керр                                     |
| 20 баллов | Янник Понсеро                                         | Алисса Чизни                                                    | Рэна Иноуэ / Джон Болдуин Мэган Дюамель / Крэг Бантин | Эмили Самуэльсон / Эван Бейтс                                                         |
| 19 баллов |                                                       |                                                                 | |                                                                                       |
| 18 баллов | Стивен Кэрриэр Кевин Рейнольдс                        | Лаура Леписто Кэролайн Чжан Эшли Вагнер                         | | Анна Каппеллини / Лука Ланотте                                                        |
| 17 баллов | Райн Бредли                                           |                                                                 | |                                                                                       |
| 16 баллов |                                                       |                                                                 | | Кристина Горшкова / Виталий Бутиков                                                   |
| 15 баллов | Нобунари Ода                                          |                                                                 | |                                                                                       |
| 14 баллов | Шон Соер                                              |                                                                 | Милен Бродёр / Джон Маттаталл Тиффани Вайс / Дерек Трент | Екатерина Боброва / Дмитрий Соловьёв Пернель Каррон / Метью Жос                       |
| 13 баллов |                                                       | Акико Судзуки                                                   | |                                                                                       |
| 12 баллов |                                                       | Сусанна Пёйкиё Беатрис Леанг                                    | | Кимберли Наварро / Брент Бомметри                                                     |
| 11 баллов | Брэндон Мроз                                          | Алёна Леонова                                                   | | Александра Зарецкая / Роман Зарецкий                                                  |
| 10 баллов | Адам Риппон                                           | Мираи Нагасу                                                    | | Анна Задорожнюк / Сергей Вербилло                                                     |
| 9 баллов  | Артём Бородулин Сергей Воронов                        | Кандис Дидье                                                    | Дун Хуэйбо / У Имин Любовь Илюшечкина / Нодари Майсурадзе Стейси Кемп / Дэвид Кинг                                                                                             | Екатерина Рублёва / Иван Шефер Кейтлин Уивер / Андре Поже                             |
| 8 баллов  | У Цзялян Адриан Шультхейсс                            | Катрина Хекер                                                   | | Кэтрин Копели / Дейвидас Стагнюнас                                                    |
| 7 баллов  | Вон Шипер Такахито Мура                               | Синтия Фануф                                                    | Аманда Эвора / Марк Ладвиг Ксения Озерова / Александр Энберт Мария Сергеева / Илья Глебов                                                                                      | Дженнифер Уэстер / Даниил Баранцев                                                    |
| 6 баллов  | Кристоффер Бернтссон Ясухару Нанри                    | Кимми Мейснер                                                   | |                                                                                       |
| 5 баллов  | Александр Успенский Питер Либерс Кевин ван дер Перрен | Елена Глебова Сюй Биньшу Сара Мейер                             | Кэйтлин Янкоускас / Джон Кафлин Рэйчел Кирклэнд / Эрик Редфорд Юэ Чжан / Лэй Ван Аделин Канак / Максимин Коя Моника Писотта / Михаел Стюарт Лаура Маджиттери / Ондржей Готарек | Кристин Фрейзер / Игорь Луканин                                                       |
| 4 балла   | Джереми Тен                                           | Мира Леунг Дженна Маккоркелл Юлия Шебештьен Элене Гедеванишвили | | Jane Summersett / Todd Gilles Анастасия Платонова / Александр Грачев                  |
| 3 балла   |                                                       | Анастасия Гимазетдинова                                         | | Xiaoyang Yu / Chen Wang Андреа Чонг / Джуиллам Гфеллер Кэти Рид / Крис Рид            |

—отобравшиеся в Финал Гран-при.

## Медалисты
| Турнир        | Дисциплина | Золото                               | Серебро                           | Бронза                            |
| Skate America | Мужчины    | Такахико Кодзука                     | Джонни Вейр                       | Эван Лайсачек                     |
| Skate America | Женщины    | Ю-на Ким                             | Юкари Накано                      | Мики Андо                         |
| Skate America | Пары       | Алёна Савченко / Робин Шолковы       | Кеана Маклафлин / Рокни Брубейкер | Мария Мухортова / Максим Траньков |
| Skate America | Танцы      | Изабель Делобель / Оливье Шонфельдер | Танит Белбин / Бенжамин Агосто    | Шинед Керр / Джон Керр            |

| Турнир       | Дисциплина | Золото                           | Серебро                       | Бронза                            |
| Skate Canada | Мужчины    | Патрик Чан                       | Райн Бредли                   | Эван Лайсачек                     |
| Skate Canada | Женщины    | Джоанни Рошетт                   | Фумиэ Сугури                  | Алисса Чизни                      |
| Skate Canada | Пары       | Юко Кавагути / Александр Смирнов | Джессика Дюбэ / Брайс Девисон | Кеана Маклафлин / Рокни Брубейкер |
| Skate Canada | Танцы      | Мерил Девис / Чарли Уайт         | Ванесса Крон / Поль Пуарье    | Натали Пешала / Фабьян Бурза      |

| Турнир       | Дисциплина | Золото                          | Серебро                               | Бронза                        |
| Cup of China | Мужчины    | Джереми Эбботт                  | Стивен Кэрриэр                        | Томаш Вернер                  |
| Cup of China | Женщины    | Ким Ю-на                        | Мики Андо                             | Лаура Леписто                 |
| Cup of China | Пары       | Чжан Дань/ Чжан Хао             | Татьяна Волосожар / Станислав Морозов | Пан Цин / Тун Цзянь           |
| Cup of China | Танцы      | Оксана Домнина / Максим Шабалин | Танит Белбин / Бенжамин Агосто        | Яна Хохлова / Сергей Новицкий |

| Турнир               | Дисциплина | Золото                               | Серебро                           | Бронза                      |
| Trophée Eric Bompard | Мужчины    | Патрик Чан                           | Такахико Кодзука                  | Албан Преобер               |
| Trophée Eric Bompard | Женщины    | Джоанни Рошетт                       | Мао Асада                         | Кэролайн Чжан               |
| Trophée Eric Bompard | Пары       | Алёна Савченко / Робин Шолковы       | Мария Мухортова / Максим Траньков | Мэган Дюамель / Крэг Бантин |
| Trophée Eric Bompard | Танцы      | Изабель Делобель / Оливье Шонфельдер | Федерика Файелла / Массимо Скали  | Шинед Керр / Джон Керр      |

| Турнир        | Дисциплина | Золото                        | Серебро                          | Бронза                                |
| Cup of Russia | Мужчины    | Бриан Жубер                   | Томаш Вернер                     | Албан Преобер                         |
| Cup of Russia | Женщины    | Каролина Костнер              | Рэйчел Флатт                     | Фумиэ Сугури                          |
| Cup of Russia | Пары       | Чжан Дань / Чжан Хао          | Юко Кавагути / Александр Смирнов | Татьяна Волосожар / Станислав Морозов |
| Cup of Russia | Танцы      | Яна Хохлова / Сергей Новицкий | Оксана Домнина / Максим Шабалин  | Мерил Девис / Чарли Уайт              |

| Турнир     | Дисциплина | Золото                           | Серебро                      | Бронза                        |
| NHK Trophy | Мужчины    | Нобунари Ода                     | Джонни Вейр                  | Янник Понсеро                 |
| NHK Trophy | Женщины    | Мао Асада                        | Акико Судзуки                | Юкари Накано                  |
| NHK Trophy | Пары       | Пан Цин / Тун Цзянь              | Рэна Иноуэ / Джон Болдуин    | Джессика Дюбэ / Брайс Девисон |
| NHK Trophy | Танцы      | Федерика Файелла / Массимо Скали | Натали Пешала / Фабьян Бурза | Эмили Самуэльсон / Эван Бейтс |

| Турнир | Дисциплина | Золото                               | Серебро                         | Бронза                         |
| ФИНАЛ  | Мужчины    | Джереми Эбботт                       | Такахико Кодзука                | Джонни Вейр                    |
| ФИНАЛ  | Женщины    | Мао Асада                            | Ким Ю-на                        | Каролина Костнер               |
| ФИНАЛ  | Пары       | Пан Цин / Тун Цзянь                  | Чжан Дань / Чжан Хао            | Алёна Савченко / Робин Шолковы |
| ФИНАЛ  | Танцы      | Изабель Делобель / Оливье Шонфельдер | Оксана Домнина / Максим Шабалин | Мерил Девис / Чарли Уайт       |

## Призовой фонд
Общий призовой фонд «взрослой» серии составил $ 180000 на каждом этапе и $ 272000 в финале. Распределение призовых происходило по следующей схеме:
| Занятое место | Денежный приз (Этап) | Денежный приз (Финал) |
| ------------- | -------------------- | --------------------- |
| 1             | $18,000              | $25,000               |
| 2             | $13,000              | $18,000               |
| 3             | $9,000               | $12,000               |
| 4             | $3,000               | $6,000                |
| 5             | $2,000               | $4,000                |
| 6             | —                    | $3,000                |

### Призовой фонд юниорской серии
На этапах юниорской серии Гран-при награждались спортсмены занявшие призове места:
| Место | Сумма (одиночники) | Сумма (Пары/Танцы) |
| ----- | ------------------ | ------------------ |
| 1     | $2,000             | $3,000             |
| 2     | $1,500             | $2,250             |
| 3     | $1,000             | $1,500             |

В финале юниорской серии призовой фонд составил $ 105 000, которые были распределены между первыми шестью местами:
| Место | Сумма (одиночники) | Сумма (Пары/Танцы) |
| ----- | ------------------ | ------------------ |
| 1     | $6,000             | $9,000             |
| 2     | $5,000             | $7,500             |
| 3     | $4,000             | $6,000             |
| 4     | $3,000             | $4,500             |
| 5     | $2,000             | $3,000             |
| 6     | $1,000             | $1,500             |